# Ceratopipra erythrocephala
A Ceratopipra erythrocephala a madarak osztályának verébalakúak (Passeriformes) rendjébe és a piprafélék (Pipridae) családjába tartozó faj.

## Rendszerezése
A fajt Carl von Linné svéd természettudós írta le 1758-ban, a Parus nembe Parus erythrocephalus néven. Sorolták a Dixiphia nembe is Dixiphia erythrocephala néven. Besorolása vitatott, egyes szervezetek a Pipra nembe sorolják Pipra erythrocephala néven.

## Alfajai
- Ceratopipra erythrocephala berlepschi Ridgway, 1906
- Ceratopipra erythrocephala erythrocephala (Linnaeus, 1758)[2]

## Előfordulása
Panama, Brazília, Kolumbia, Ecuador, Francia Guyana, Guyana, Peru, Suriname, Trinidad és Tobago, valamint Venezuela területén honos. Természetes élőhelyei a szubtrópusi és trópusi síkvidéki és hegyi esőerdők.

## Megjelenése
Testhossza 9 centiméter, testtömege 12-14 gramm. A hím teste mindenhol fekete kivéve a fejét, ahol élénk sárga színű, fehér szemgyűrűt visel. A tojó tollazata barnássárga.

## Életmódja
Gyümölcsökkel és rovarokkal táplálkozik.

## Természetvédelmi helyzete
Az elterjedési területe rendkívül nagy, egyedszáma pedig stabil. A Természetvédelmi Világszövetség Vörös listáján nem fenyegetett fajként szerepel.